# Japalura flaviceps
Japalura flaviceps là một loài thằn lằn trong họ Agamidae. Loài này được Barbour & Dunn mô tả khoa học đầu tiên năm 1919.